# Manorina melanophrys
El mielero cejinegro o manorina campanera (Manorina flavigula) es una especie de ave paseriforme de la familia Meliphagidae endémica de Australia. Se alimentan casi exclusivamente de las cubiertas en forma de cúpula, de ciertos insectos psílidos que se alimentan de la savia de las hojas del eucalipto. Los psílidos hacen estas «campanas» de sus propias secreciones para protegerse de los depredadores y del medio ambiente.
Viven en grandes grupos sociales complejos. Dentro de cada grupo hay subgrupos que consisten en varias parejas reproductoras, pero que también incluyen varias aves no reproductoras que ayudan a proporcionar alimentos para las aves jóvenes en todos los nidos del subgrupo, aunque no estén necesariamente relacionadas con ellos. Las aves establecen un territorio permanente que defienden de manera agresiva, contra todos los otros melifágidos y cualquier otra especie que perciban como una amenaza para su fuente de alimento. Cada vez que los bosques locales mueren a causa del aumento de las infestaciones de psílidos, los mieleros cejinegros sufren un auge demográfico.